# Фонтен сен Клер
Фонтен сен Клер (фр. Fontaines-Saint-Clair) насеље је и општина у североисточној Француској у региону Лорена, у департману Меза која припада префектури Верден.
По подацима из 2011. године у општини је живело 49 становника, а густина насељености је износила 7,87 становника/km². Општина се простире на површини од 6,23 km². Налази се на средњој надморској висини од 216 метара (максималној 343 m, а минималној 195 m).

## Демографија
| 1962. | 1968. | 1975. | 1982. | 1990. | 1999. | 2011. |
| ----- | ----- | ----- | ----- | ----- | ----- | ----- |
| 42    | 63    | 56    | 33    | 37    | 41    | 49    |

График промене броја становника у току последњих година